# Euproctis mediosquamosa
Euproctis mediosquamosa är en fjärilsart som beskrevs av Bethune-Baker 1909. Euproctis mediosquamosa ingår i släktet Euproctis och familjen tofsspinnare. Inga underarter finns listade i Catalogue of Life.